# José Antonio Martín Pallín
José Antonio Martín Pallín (né en 1936 à La Corogne) est un magistrat galicien.
Il est membre du Tribunal suprême (équivalent de la Cour de cassation française).
Dans le débat sur les crimes du franquisme, il affirme le caractère non-constitutionnel des juridictions créés par le soulèvement militaire de Franco et donc l'invalidité de leurs décisions. Il oppose au droit espagnol classique qui refuse cette remise en cause, la notion de crime contre l'humanité imprescriptible.
Il est membre du comité de parrainage du Tribunal Russell sur la Palestine dont le début des travaux a été présenté le 4 mars 2009.